# NGC 5508
NGC 5508 ist eine 13,8 mag helle, linsenförmige Galaxie vom Hubble-Typ S0 im Sternbild Bärenhüter am Nordsternhimmel. Sie ist schätzungsweise 512 Millionen Lichtjahre von der Milchstraße entfernt und hat einen Durchmesser von etwa 165.000 Lj.
Das Objekt wurde am 20. April 1882 von Édouard Stephan entdeckt.